# Древний Коринф
Кори́нф (др.-греч. Κόρινθος, Ϙόρινθος, ; лат. Corinthus) — город-государство (полис), крупный торгово-ремесленный и культурный центр Древней Греции в южной части Истма (Коринфского перешейка), на полпути из Афин в Спарту. Располагался в 6 км к юго-западу от современного города Коринф.
С 1896 года систематические раскопки проводит Американская школа классических исследований в Афинах.

## История

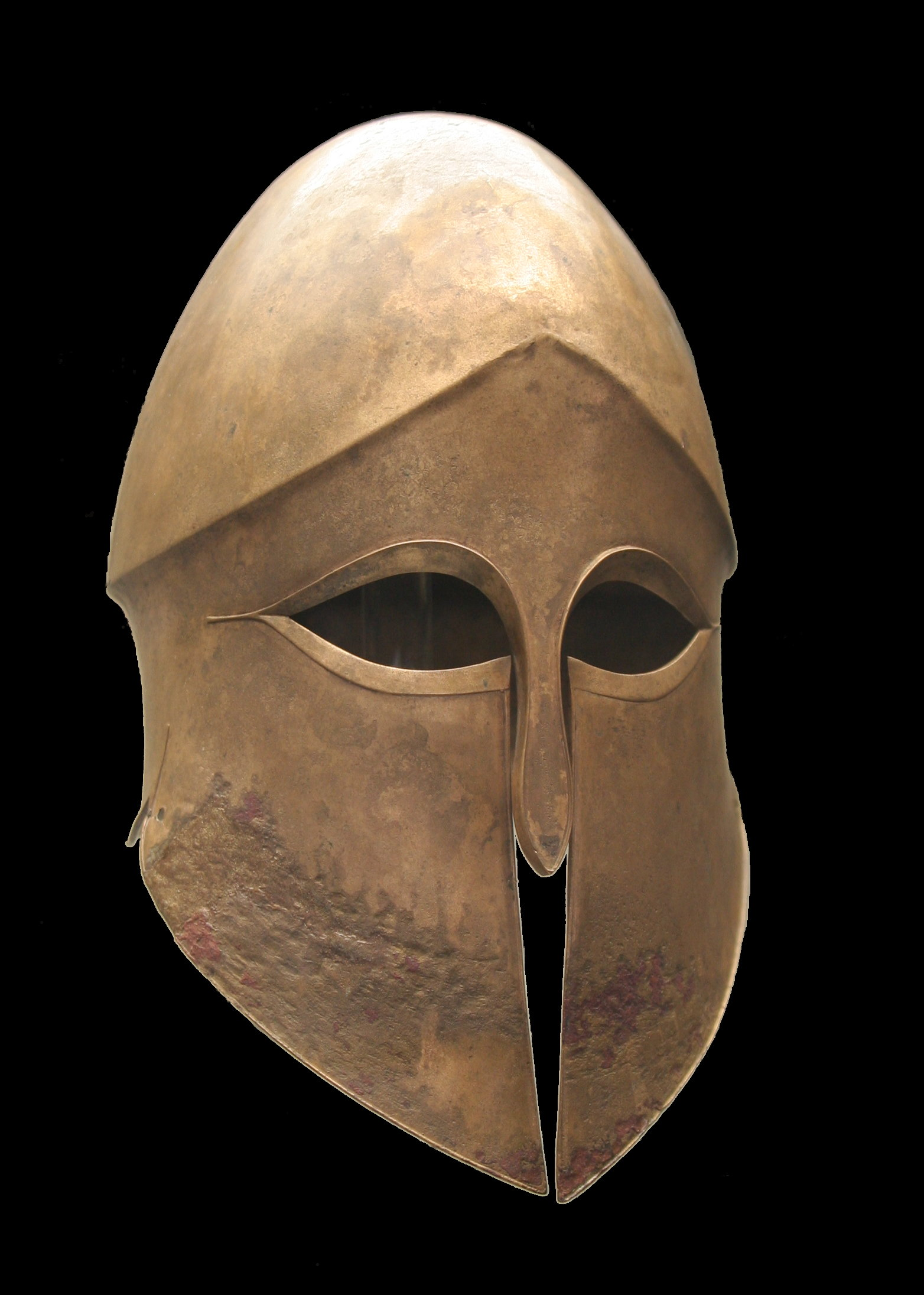
Коринфский шлем, V век до н.э.

Поселение появилось в неолите и существовало в бронзовом веке.

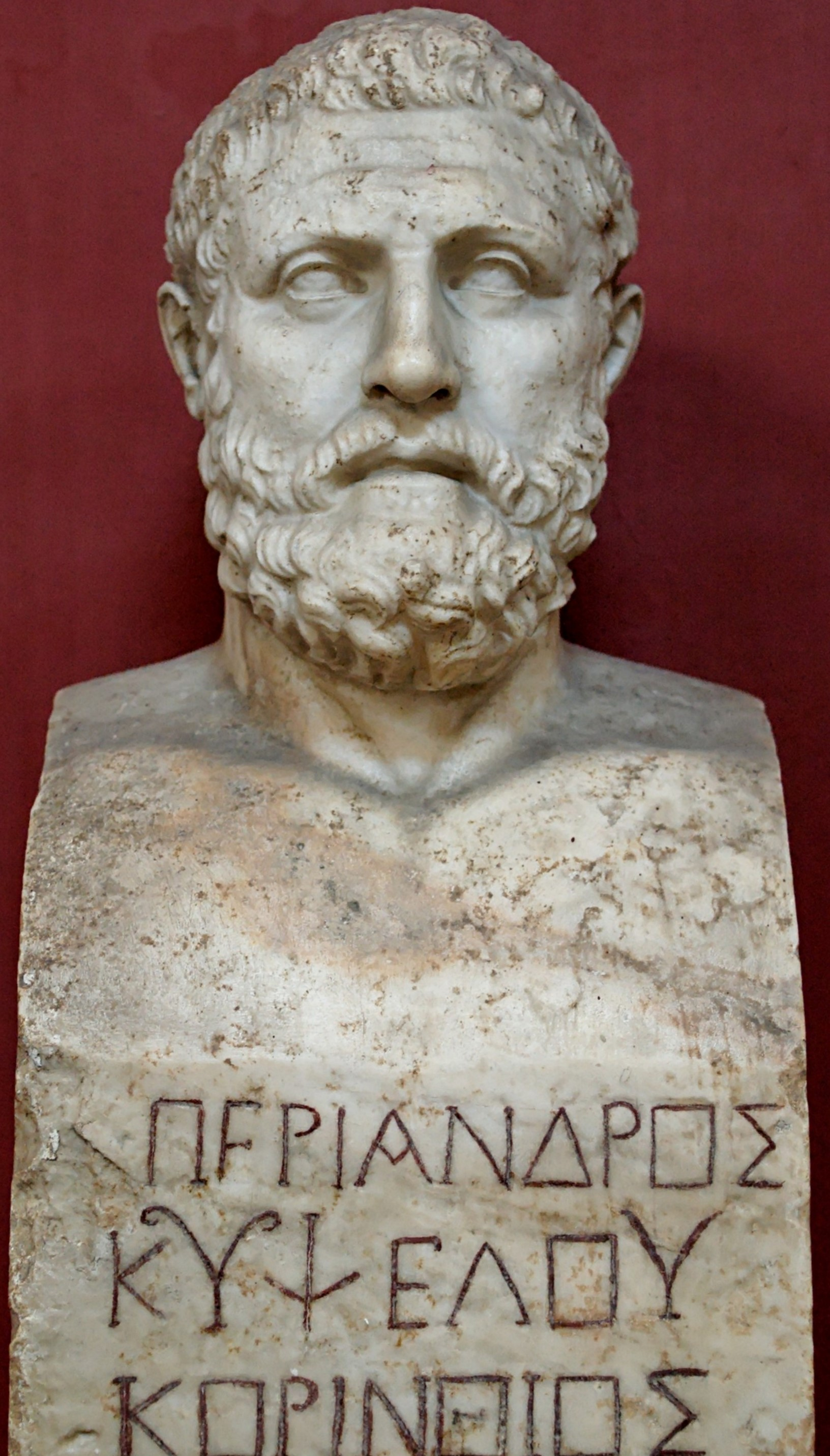
Надпись: ΠΕΡΙΑΝΔΡΟΣ ΚΥΨΕΛΟΥ ΚΟΡΙΝΘΙΟΣ (Периандр, Кипсела [сын], Коринфский)

Согласно традиции, Коринфом завладели дорийцы во главе с Алетом, основавшим династию местных царей. C VIII века до н. э. в Коринфе правили Бакхиады. В 657 году до н. э. власть захватил тиран Кипсел. Власть унаследовал его сын Периандр.
В классический период, город соперничал с Афинами и Фивами в торговле. Из-за выгодного положения Коринф контролировал связь между Коринфским и Сароническим заливами через Истм (Коринфский перешеек). В самом узком месте перешейка был устроен диолк — волок для перетаскивания кораблей. Также Коринф контролировал сухопутную дорогу из Средней Греции в Пелопоннес.
Коринф оставался крупнейшим поставщиком чернофигурной керамики в другие города всего греческого мира до середины VI века до н. э., когда лидерство перешло к Афинам. На акрополе находился главный храм, посвящённый богине Афродите; по некоторым источникам, при храме состояло более тысячи жриц (иеродул). В Коринфе проходили Истмийские игры.
В VII веке до н. э., во время правления тирана Кипсела (657—627 до н. э.) и его сына Периандра (627—585 до н. э.), Коринф основал колонии: Эпидамн (современный Дуррес в Албании), Сиракузы, Амбрасию (современный Левкас), Керкею (современный Корфу) и Анакторий (Акций). Периандр также заложил Аполлонию (современный Фиер в Албании) и Потидею на полуострове Халкидики. С целью увеличения объёма торговли с Египтом Коринф в числе девяти городов участвовал в создании колонии Навкратида в Египте в правление фараона XXVI династии Псамметиха I.

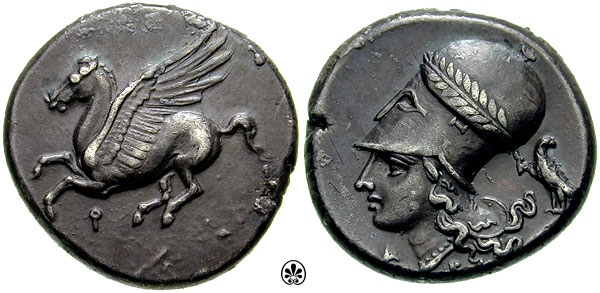
Коринфский статер. Лицевая сторона: Пегас, под ним Коппа. Коппа — первый символ в архаичном написании названия города (όρινθος). Оборот: Афина в коринфском шлеме.

Периандра иногда относят к семи мудрецам. В его правление были отчеканены первые коринфские монеты, впервые была предпринята попытка создать канал через Истмийский перешеек, который позволил бы кораблям попадать напрямую из Коринфского в Саронический залив. Проект так и не был претворён в жизнь в связи с трудностями его технического осуществления, однако вместо канала был создан Диолк — волок через Коринфский перешеек. Золотым веком Коринфа была эпоха Кипселидов, закончившаяся с правлением племянника Периандра Псамметиха, названного в честь египетского фараона-эллинофила Псамметиха I. Псамметих был убит в ходе заговора, на третьем году своего правления, и в Коринфе установился олигархический строй.

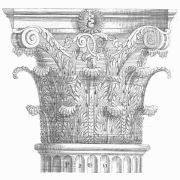
Капитель коринфского ордера

В этот период сложился коринфский ордер, третий ордер классической древнегреческой архитектуры после ионического и дорийского. Конструкция его капители была самой сложной и пышной из трёх, отражая богатство и расточительный образ жизни граждан полиса, в отличие от строгости и простоты дорийского ордера, соответствующей правилу жизни спартанцев (коринфяне, как и спартанцы, были дорийцами), между тем как ионический ордер выражал равновесие между первыми двумя ордерами, воплощая идею меры у ионийцев.
Тогда же появилась поговорка: «οὐ παντὸς πλεῖν ἐς Κόρινθον» (ou pantos plein es Korinthon), что буквально переводится как «Не всякому плавать в Коринф» — жизнь в городе была очень дорогой. Город был знаменит храмом, посвящённом богине любви Афродите; жрицы храма обслуживали богатых торговцев и влиятельных государственных лиц в городе или путешествуя с ними за его пределы. Наиболее известная из них, Лаиса, имела славу одарённой выдающимися способностями в своём деле и взимающей наибольшую плату за свои услуги.
Городу принадлежали два порта, один на берегу Коринфского, другой — Саронического залива, открытые для торговых путей, соответственно, западного и восточного Средиземноморья. Через Лехей, находившейся на берегу Коринфского залива, осуществлялась связь с западными колониями (ἀποικία — выселение) и Великой Грецией, а в Кенхреи приходили корабли из Афин, Ионии, Кипра, и областей Леванта. В обоих гаванях имелись доки для содержания большого флота города-государства.
Город принимал участие в греко-персидских войнах, 40 кораблей Коринфа сражались в битве при Саламине под командованием адмирала Адиманта; город выставил 5.000 гоплитов (носивших характерные коринфские шлемы) к последующей битве при Платеях. Однако затем город стал союзником Спарты по Пелопоннесскому союзу, направленному против Афин. Одним из поводов к Пелопоннесской войне, разразившейся в 431 году до н. э., был спор между Афинами и Коринфом за обладание колонией последнего Керкеей (Корфу), а спор, в свою очередь, явился результатом традиционного торгового соперничества двух городов.
После окончания Пелопонесской войны Коринф и Фивы, бывшие союзники Спарты по Пелопоннесскому союзу, не желая гегемонии Спарты, начали против неё войну, получившую название Коринфской. В конфликте полисы Пелопоннеса ослабли настолько, что не смогли в дальнейшем противостоять ни установлении тирании (в Коринфе — тирания Тимофана), ни вторжению македонян с севера, царь которых, Филипп II Македонский, встал во главе созданного им Коринфского союза, объединившего под своей эгидой всю Грецию для предстоящей войны с Персией. Но только сын Филиппа, Александр, стал первым полководцем союза. В Коринфе располагался македонский гарнизон.
В 243 г. до н. э. Коринф вошёл в состав Ахейского союза, изгнав македонян, но в 223 г. до н. э. снова должен был принять македонский сторожевой отряд.
В IV веке до н. э. в Коринфе жил киник Диоген Синопский.

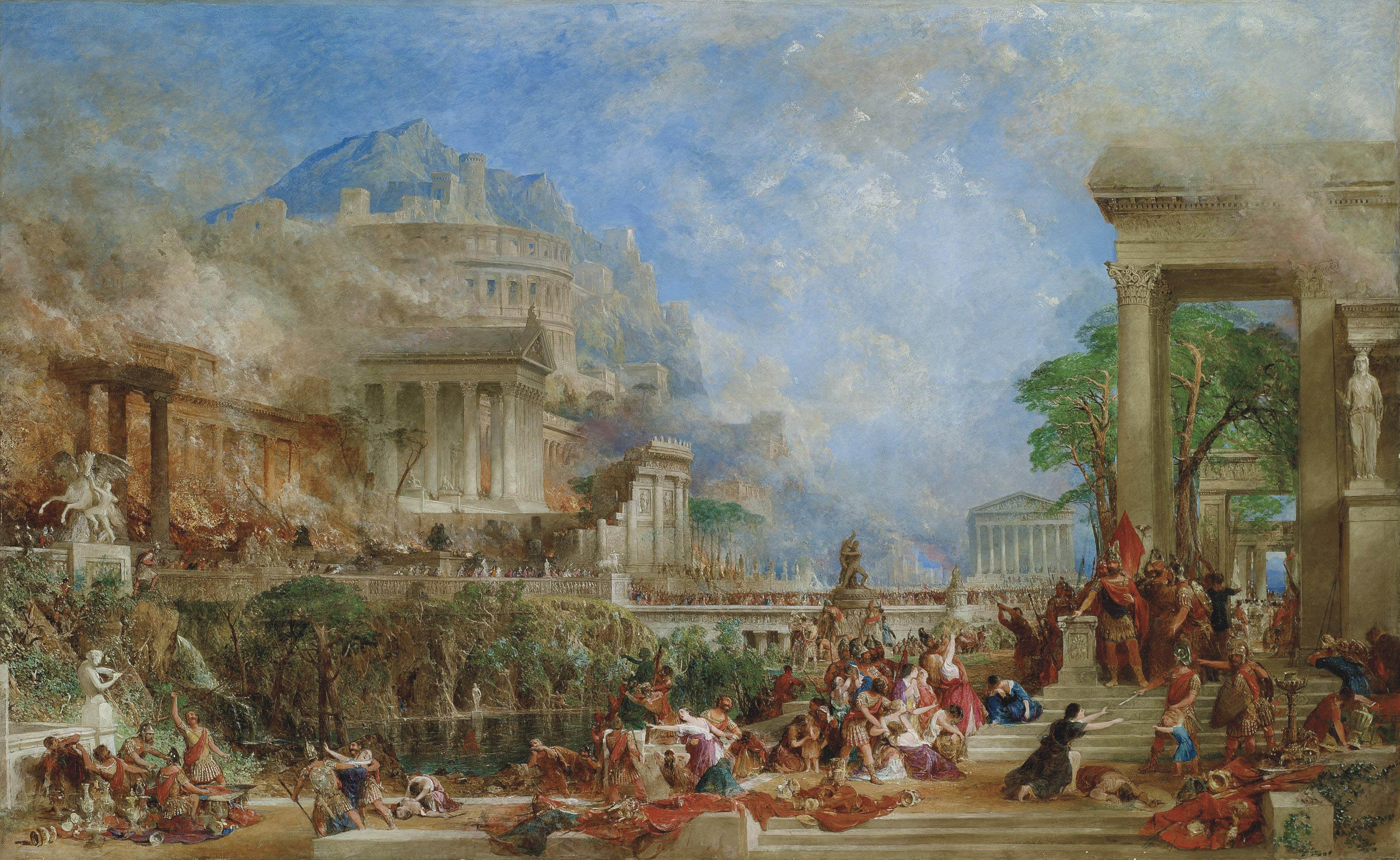
Уничтожение Коринфа римлянами в 146г до н.э. Картина T.Allom, 1870г.

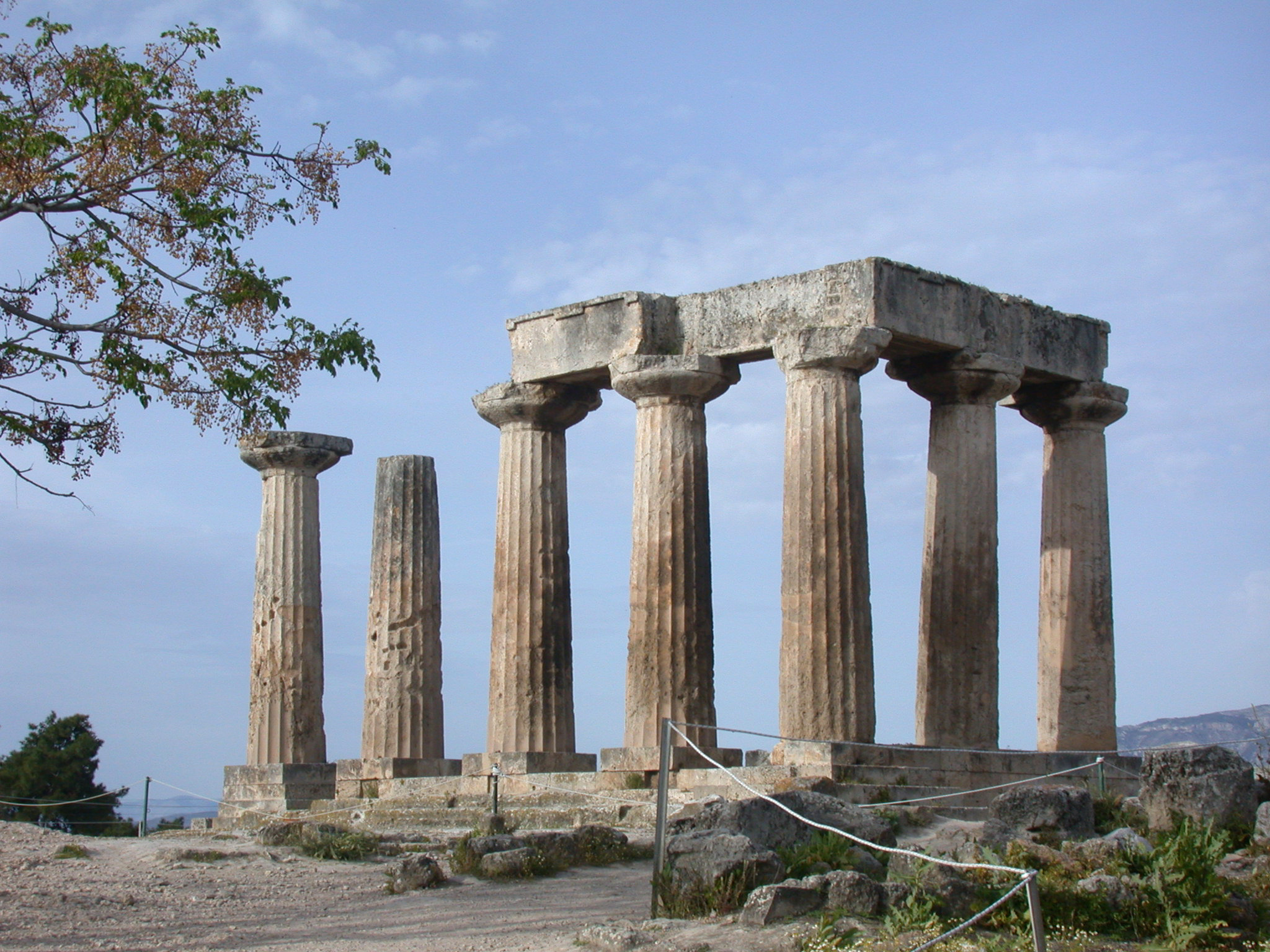
Храм Аполлона в Коринфе

Военачальник Римской республики Луций Муммий Ахейский уничтожил город после осады в 146 году до н. э.; войдя в Коринф, Муммий предал мечу мужчин, а женщин и детей продал в рабство и поджёг город. За победу над Ахейским союзом он и получил когномен Ахейский.

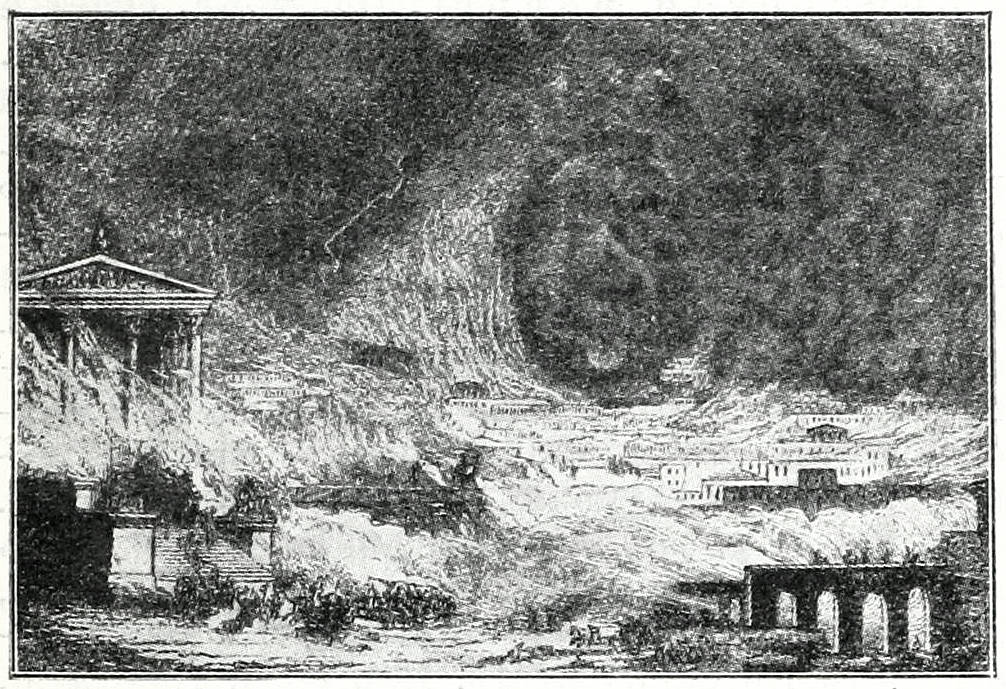
Разрушение Коринфа

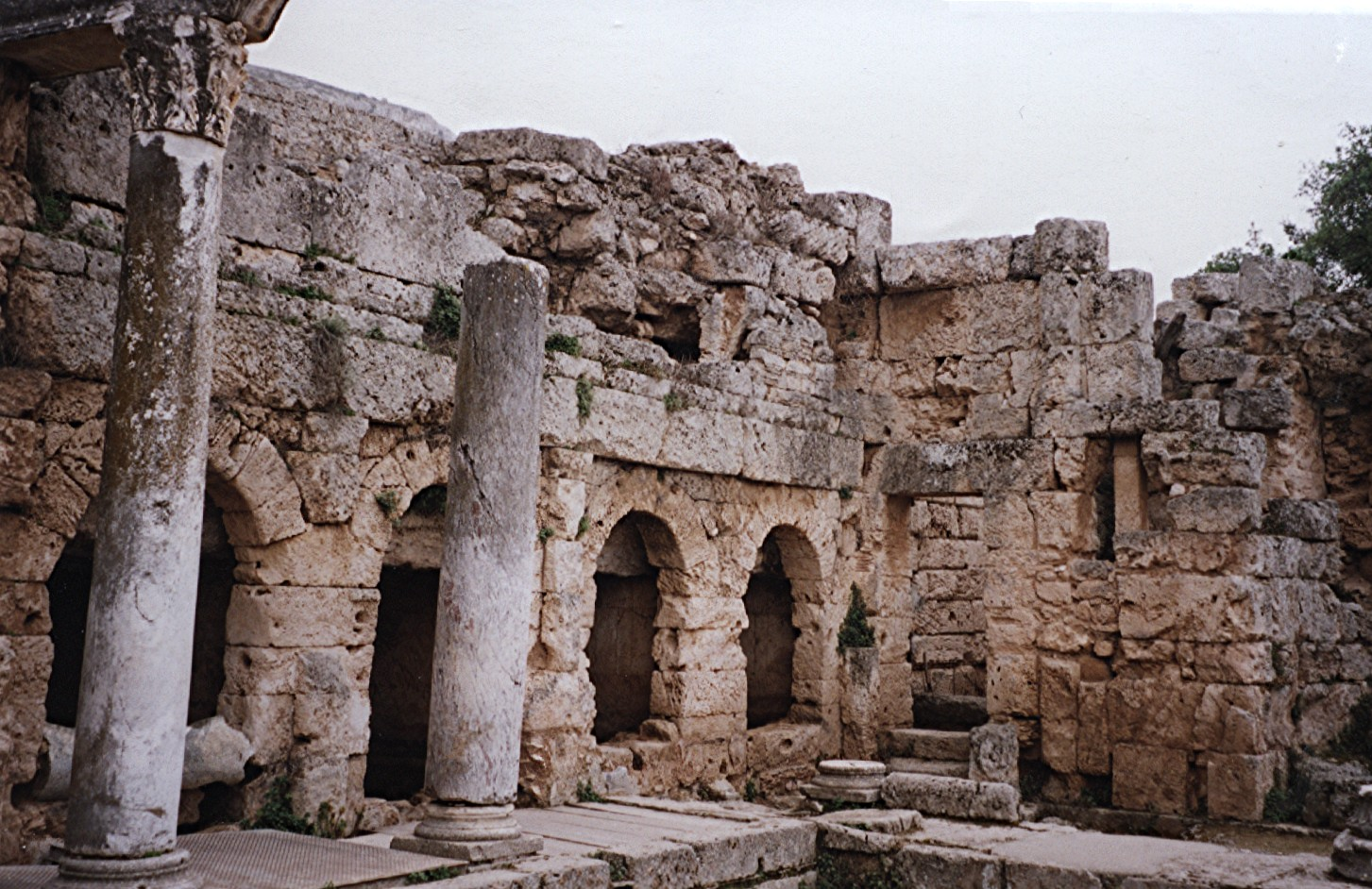
Римские бани в Коринфе

Археологические свидетельства говорят о том, что и после опустошения здесь существовало небольшое поселение, до тех пор, пока в 44 году до н. э., незадолго до своей смерти, Юлий Цезарь воссоздал город под именем Colonia laus Iulia Corinthiensis. Аппиан пишет о том, что новыми поселенцами были римские вольноотпущенники. Позже Коринф был местопребыванием правительства провинции Ахея (по Деяниям Апостолов 18:12-16). Город отличался богатством, а население — порочными нравами и любовью к роскоши. Население было смешанным и состояло из римлян, греков и иудеев.
Когда апостол Павел первый раз приехал в Коринф в 51 или 52 году, проконсулом Ахеи был Галлион, старший брат Луция Аннея Сенеки. Павел провёл в городе восемнадцать месяцев (см. Деяния Апостолов 18:1-18). Здесь он познакомился с Акилой и Прискиллой, вскоре после его отъезда в город прибыл Аполлос из Эфеса. Хотя Павел намеревался посетить Коринф во второй раз перед поездкой в Македонию, обстоятельства сложились так, что он поехал из Троады в Македонию, а затем уже прибыл в Коринф, чтобы коринфская христианская община «вторично получила благодать» (см. Второе послание к Коринфянам 1:15), на этот раз на три месяца (по Деяниям Апостолов 20:3). Во время этого визита, предположительно весной 58 года, Павел написал Послание к Римлянам.
Павел также был автором двух посланий к христианской общине Коринфа; в первом послании отмечается сложность существования христианского сообщества в этом многонациональном городе.